# Okręg wyborczy Warwick
Okręg wyborczy Warwick powstał w 1295 r. i wysyłał do angielskiej, a następnie brytyjskiej, Izby Gmin dwóch deputowanych. Okręg obejmował miasto Warwick. Został zlikwidowany w 1885 r.

## Deputowani do brytyjskiej Izby Gmin z okręgu Warwick

### Deputowani w latach 1295-1660
- 1571–1586: John Fisher
- 1572–1589: Thomas Dudley
- 1586–1587: Job Throckmorton
- 1604–1614: John Townshend
- 1604–1611: William Spicer
- 1614–1622: Greville Verney
- 1621–1622: John Cooke
- 1625–1628: Francis Leigh
- 1640–1653: William Purefoy
- 1640: Thomas Lucy
- 1640–1653: Godfrey Bosvile
- 1654–1656: Richard Lucy
- 1656–1659: Clement Throckmorton
- 1659: Fulke Lucy
- 1659: Thomas Archer
- 1659: William Purefoy

### Deputowani w latach 1660–1885
- 1660–1664: Clement Throckmorton
- 1660–1661: John Rous
- 1661–1664: Henry Puckering
- 1664–1677: Fulke Greville
- 1664–1679: Francis Compton
- 1677–1678: Robert Digby, 3. baron Digby
- 1678–1679: John Bowyer
- 1679–1679: John Clopton
- 1679–1679: Henry Puckering
- 1679–1685: Thomas Lucy
- 1679–1681: Richard Booth
- 1681–1690: Thomas Coventry
- 1685–1689: Simon Digby, 4. baron Digby
- 1689–1695: William Colemore
- 1690–1698: William Digby, 5. baron Digby
- 1695–1698: Francis Greville
- 1698–1699: Robert Greville
- 1698–1701: Thomas Wagstaffe
- 1699–1701: Algernon Greville
- 1701–1710: Francis Greville
- 1701–1705: Algernon Greville
- 1705–1727: Dodington Greville
- 1710–1713: Charles Leigh
- 1713–1722: William Colemore
- 1722–1735: William Keyt
- 1727–1735: William Bromley
- 1735–1741: Thomas Archer
- 1735–1768: Henry Archer
- 1741–1756: Wills Hill
- 1756–1761: John Spencer
- 1761–1762: Hamilton Boyle, wicehrabia Dungarvan
- 1762–1768: Paul Methuen
- 1768–1774: George Greville, lord Greville
- 1768–1774: Paul Methuen
- 1774–1790: Charles Frances Greville
- 1774–1780: Robert Fulke Greville, torysi
- 1780–1790: Robert Ladbroke
- 1790–1796: Charles Perceval, 2. baron Arden
- 1790–1792: Henry Gage
- 1792–1802: George Villiers
- 1796–1802: Samuel Robert Gaussen
- 1802–1826: Charles Mills
- 1802–1816: Henry Greville, lord Brooke, torysi
- 1816–1831: Charles John Greville, torysi
- 1826–1832: John Tomes
- 1831–1837: Edward Bolton King, wigowie
- 1832–1836: Charles John Greville, Partia Konserwatywna
- 1836–1837: Charles Canning, Partia Konserwatywna
- 1837–1852: William Collins, wigowie
- 1837–1852: Charles Eurwicke Douglas, Partia Konserwatywna
- 1852–1868: George William John Repton, Partia Konserwatywna
- 1852–1865: Edward Greaves, Partia Konserwatywna
- 1865–1885: Arthur Peel, Partia Liberalna
- 1868–1874: Edward Greaves, Partia Konserwatywna
- 1874–1885: George William John Repton, Partia Konserwatywna